# Leichtathletik-Weltmeisterschaften 2015/Speerwurf der Männer

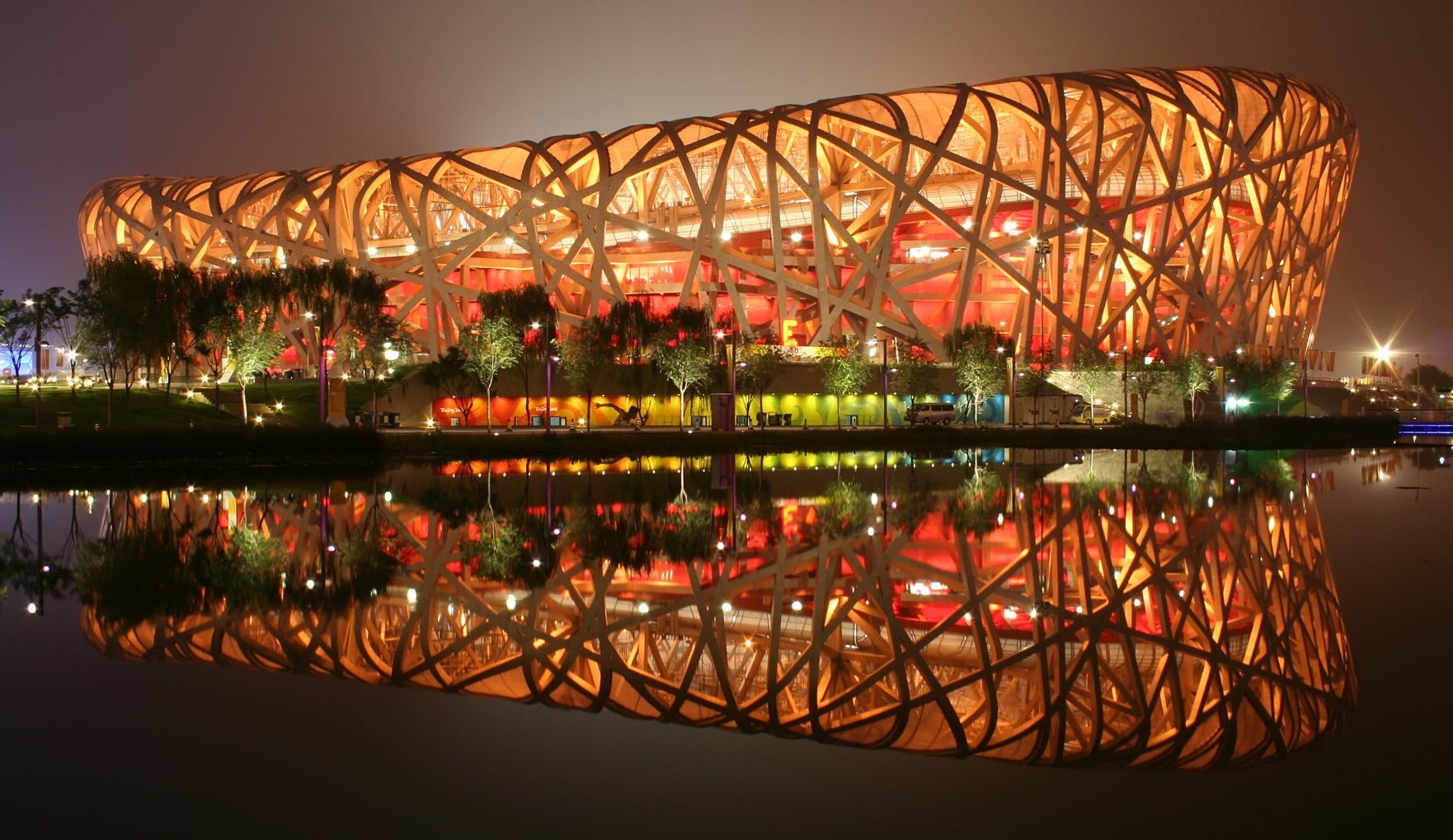
Das Nationalstadion Peking während der Weltmeisterschaften

Der Speerwurf der Männer bei den Leichtathletik-Weltmeisterschaften 2015 wurde am 24. und 26. August 2015 im Nationalstadion der chinesischen Hauptstadt Peking ausgetragen.
Weltmeister wurde der zweifache Afrikameister (2012/2014) und Dritte der Afrikameisterschaften von 2010 Julius Yego aus Kenia.

Silber ging an den Afrikameister von 2010 und Vizeafrikameister von 2014 Ihab Abdelrahman aus Ägypten.

Auf den dritten Platz kam der finnische Weltmeister von 2007, Vizeweltmeister von 2013, Olympiadritte von 2008, Vizeeuropameister von 2006 und EM-Dritte von 2010 Tero Pitkämäki.

## Bestehende Rekorde
| Weltrekord               | Jan Železný | 98,48 m | Jena, Deutschland      | 25. Mai 1996    |
| Weltmeisterschaftsrekord | Jan Železný | 92,80 m | WM in Edmonton, Kanada | 12. August 2001 |

Der bestehende WM-Rekord wurde bei diesen Weltmeisterschaften nicht eingestellt und nicht verbessert.
Im Finale erzielte der kenianische Weltmeister Julius Yego mit seinem Siegeswurf von 92,72 m eine neue Weltjahresbestleistung.

## Legende
Kurze Übersicht zur Bedeutung der Symbolik – so üblicherweise auch in sonstigen Veröffentlichungen verwendet:
| – | verzichtet |
| x | ungültig   |

## Qualifikation
Die Qualifikation wurde in zwei Gruppen durchgeführt. Die Qualifikationsweite betrug 83,00 m. Da nur sieben Athleten diese Weite übertrafen (hellblau unterlegt), wurde das Finalfeld mit den nächstbesten Athleten beider Gruppen auf zwölf Werfer aufgefüllt (hellgrün unterlegt). Für die Finalteilnahme waren schließlich 80,86 m zu erbringen.

## Gruppe A
24. August 2015, 19:00 Uhr Ortszeit (13:00 Uhr MESZ)
| Platz | Athlet           | Land                | 1. Versuch | 2. Versuch | 3. Versuch | Weite (m) |
| ----- | ---------------- | ------------------- | ---------- | ---------- | ---------- | --------- |
| 01    | Ryōhei Arai      | Japan               | 79,50      | 81,28      | 84,66      | 84,66 SB  |
| 02    | Braian Toledo    | Argentinien         | 83,32      | –          | –          | 83,32 NR  |
| 03    | Thomas Röhler    | Deutschland         | 81,73      | 78,70      | 83,23      | 83,23     |
| 04    | Antti Ruuskanen  | Finnland            | x          | 82,20      | x          | 82,20     |
| 05    | Ari Mannio       | Finnland            | 80,19      | 77,79      | x          | 80,19     |
| 06    | Lars Hamann      | Deutschland         | 79,56      | 77,78      | 76,44      | 79,56     |
| 07    | Hamish Peacock   | Australien          | 75,15      | 79,37      | 78,99      | 79,37     |
| 08    | Jakub Vadlejch   | Tschechien          | 73,47      | 78,95      | x          | 78,95     |
| 09    | Magnus Kirt      | Estland             | 74,73      | 78,84      | 77,08      | 78,84     |
| 10    | Stuart Farquhar  | Neuseeland          | 78,30      | x          | 77,53      | 78,30     |
| 11    | Riley Dolezal    | USA                 | x          | 73,41      | 77,64      | 77,64     |
| 12    | Dmitri Tarabin   | Russland            | 71,78      | 77,48      | 74,82      | 77,48     |
| 13    | Keshorn Walcott  | Trinidad und Tobago | x          | 75,16      | 76,83      | 76,83     |
| 14    | Rocco van Rooyen | Südafrika           | 70,38      | 75,55      | x          | 75,55     |
| 15    | Sam Crouser      | USA                 | 70,47      | x          | 73,88      | 73,88     |
| 16    | Patrik Ženúch    | Slowakei            | 69,31      | x          | x          | 69,31     |

In Qualifikationsgruppe A ausgeschiedene Speerwerfer:

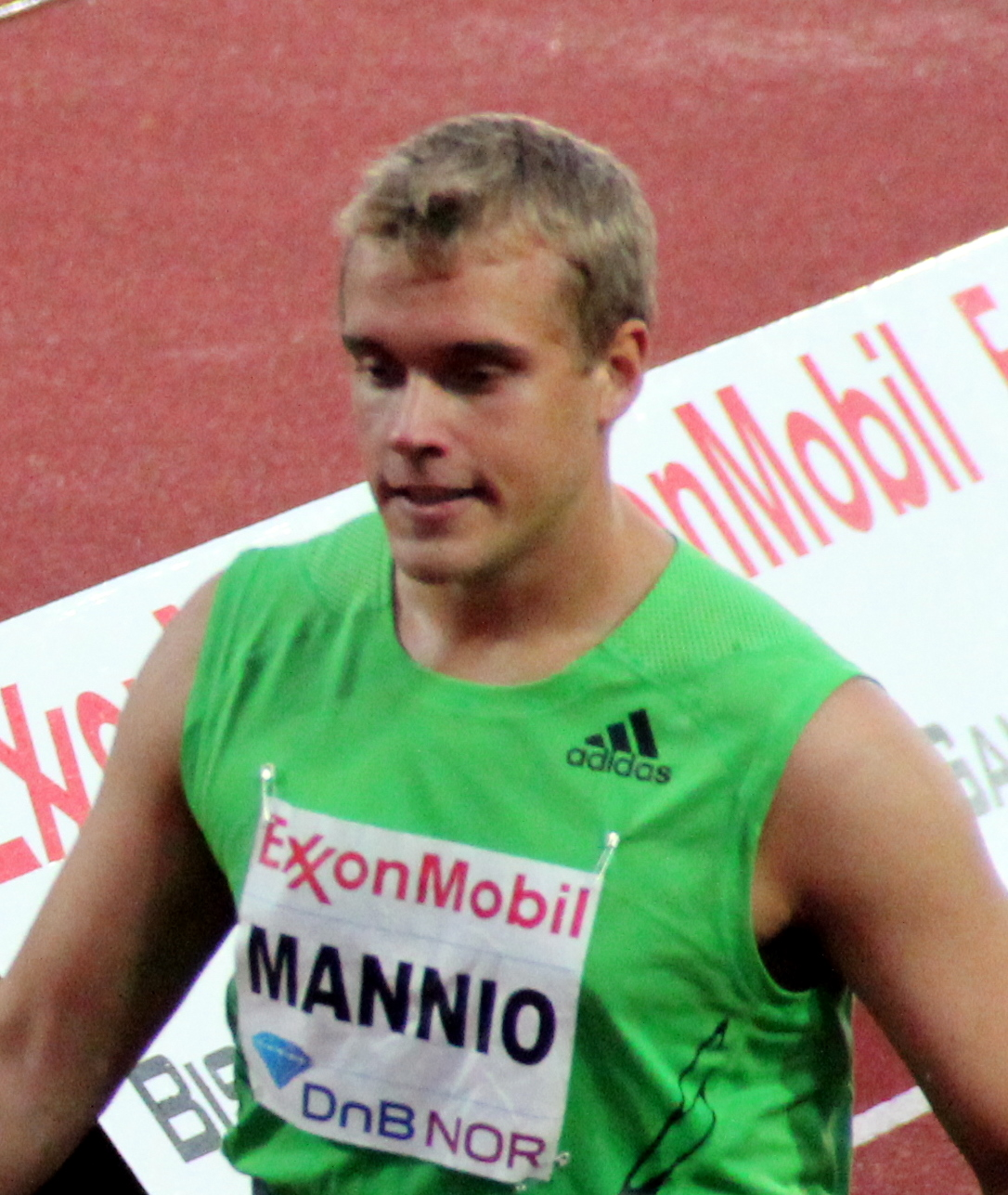
Ari Mannio schied mit 80,19 m in der Qualifikation aus
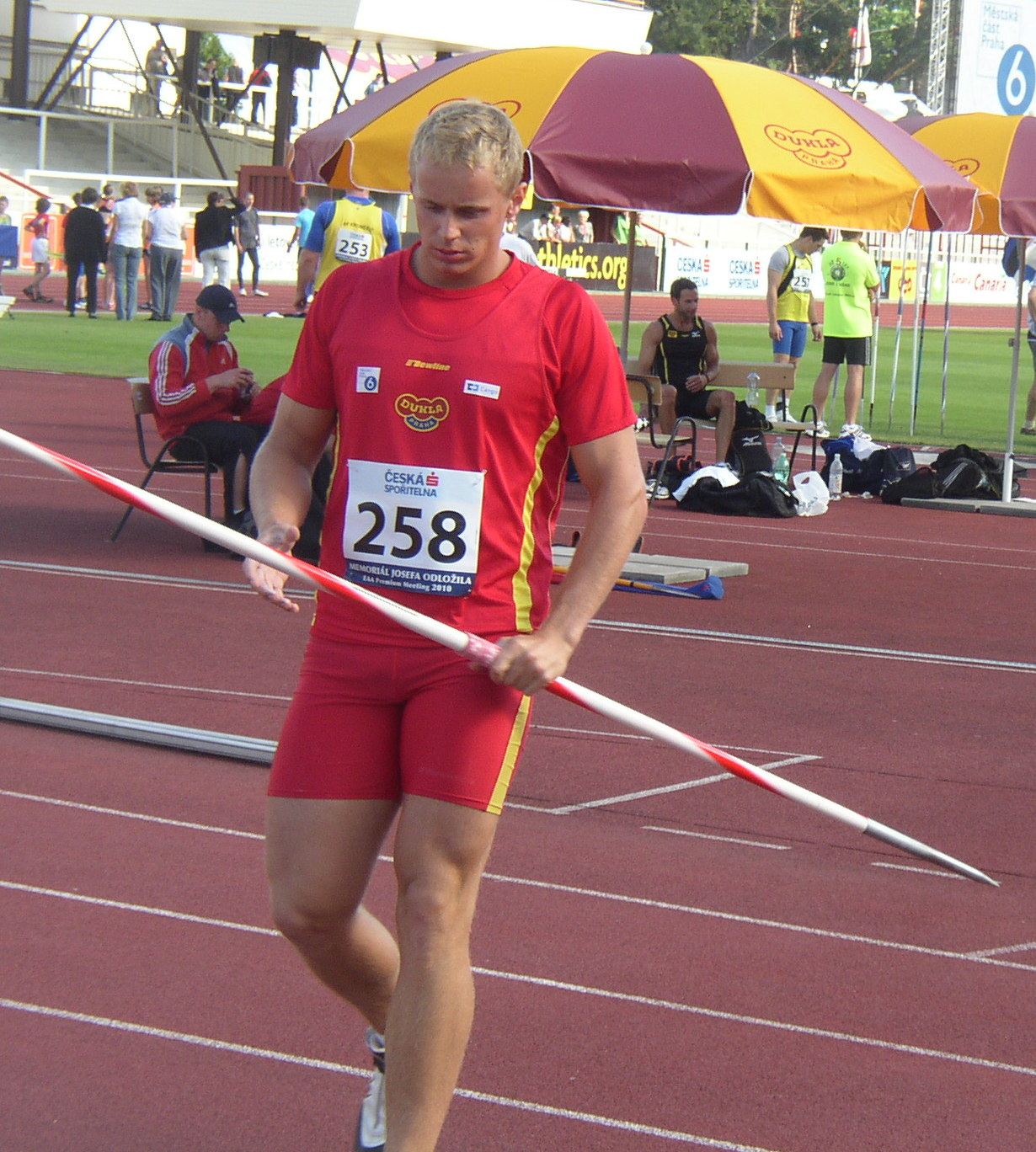
Jakub Vadlejch erreichte mit 78,95 m nicht das Finale
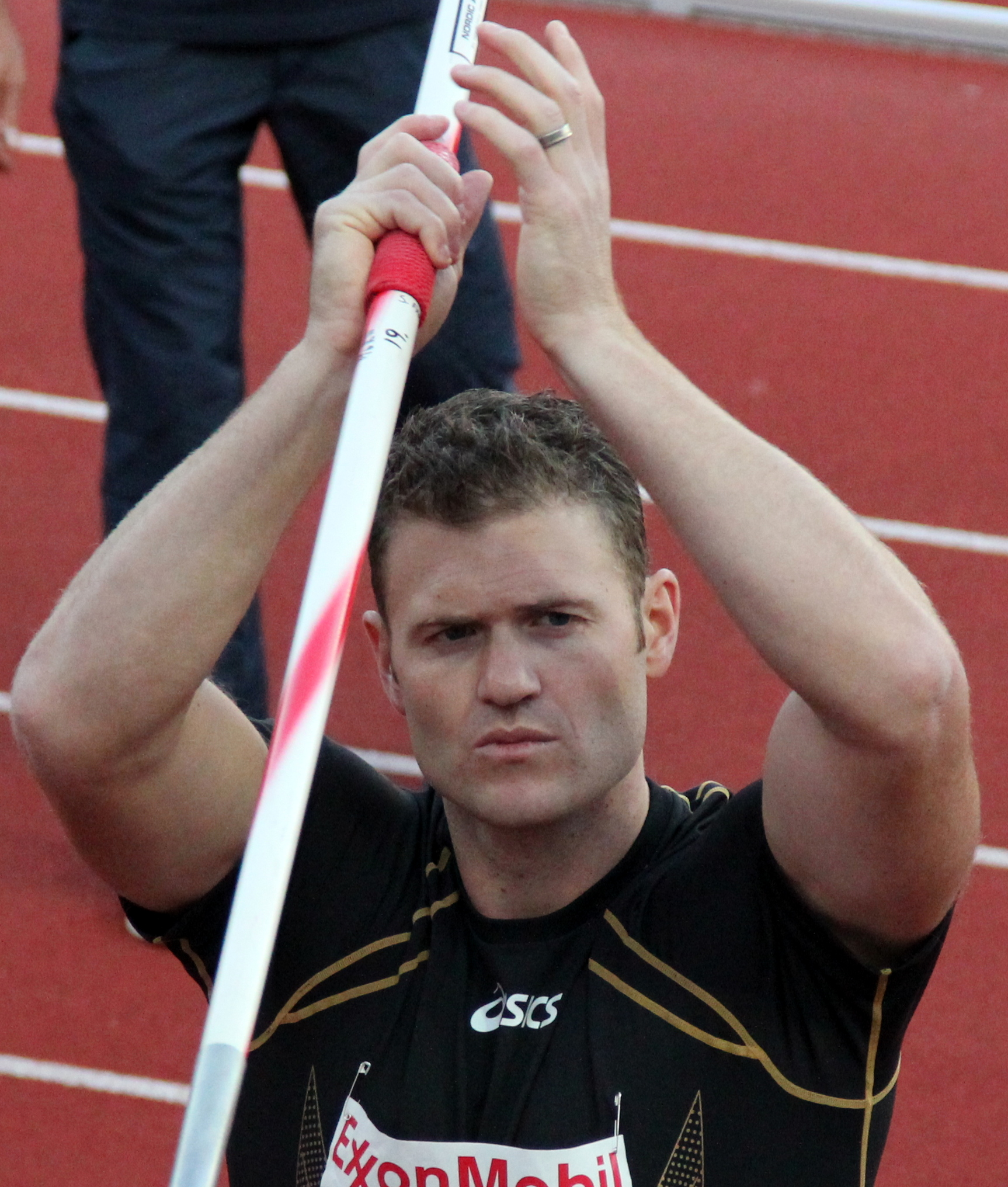
Stuart Farquhar erzielte 78,30 m und scheiterte damit in der Qualifikation
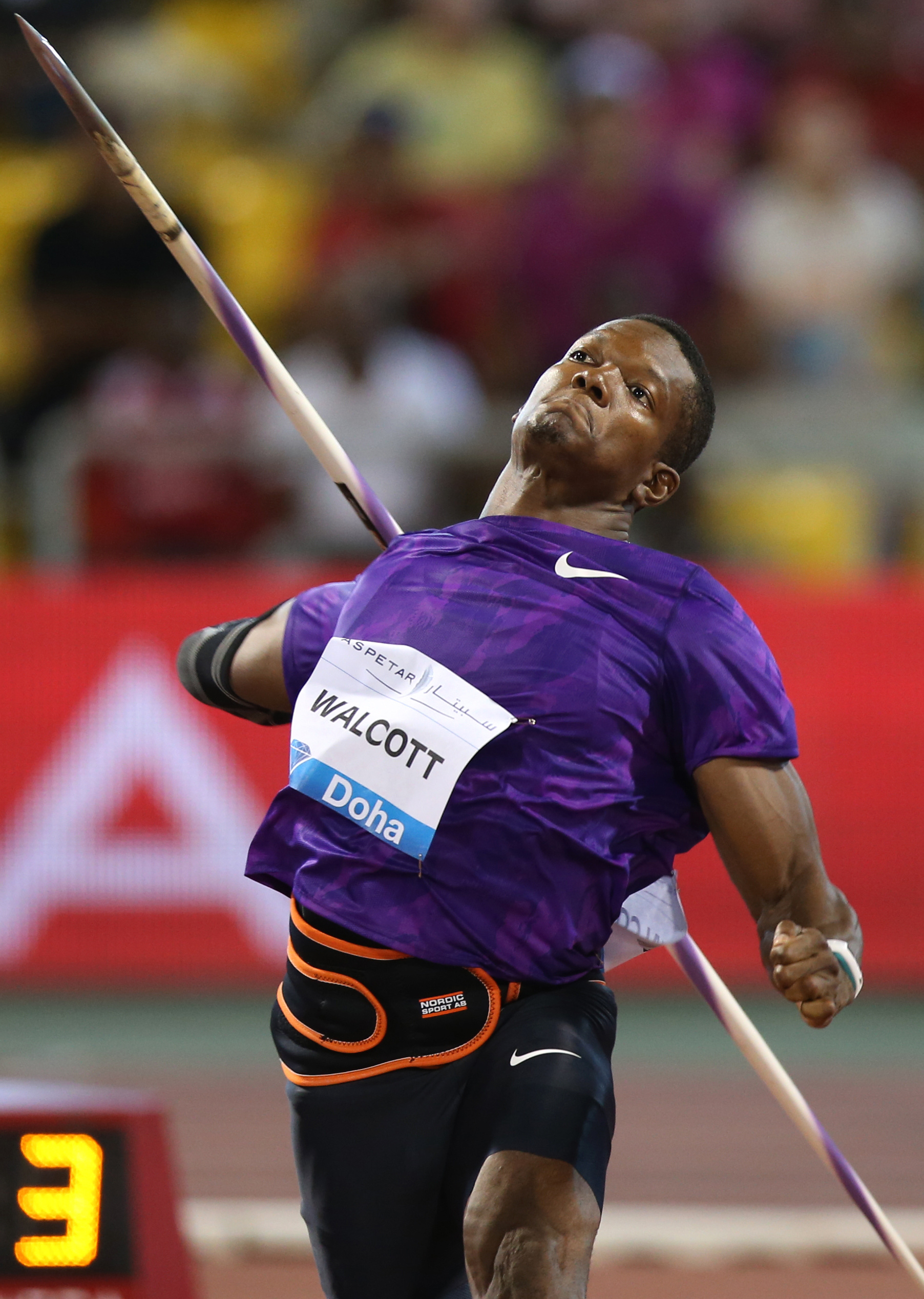
Olympiasieger Keshorn Walcott kam hier mit 76,83 m nicht über die Qualifikation hinaus

## Gruppe B
24. August 2015, 20:25 Uhr Ortszeit (14:25 Uhr MESZ)
| Platz | Athlet                  | Land                | 1. Versuch | 2. Versuch | 3. Versuch | Weite (m) |
| ----- | ----------------------- | ------------------- | ---------- | ---------- | ---------- | --------- |
| 01    | Andreas Hofmann         | Deutschland         | 86,14      | –          | –          | 86,14 PB  |
| 02    | Julius Yego             | Kenia               | 80,79      | 84,46      | –          | 84,46     |
| 03    | Vítězslav Veselý        | Tschechien          | 83,63      | –          | –          | 83,63     |
| 04    | Tero Pitkämäki          | Finnland            | 79,67      | 83,43      | –          | 83,43     |
| 05    | Ihab Abdelrahman        | Ägypten             | 82,85      | –          | –          | 82,85     |
| 06    | Kim Amb                 | Schweden            | 81,63      | x          | –          | 81,63     |
| 07    | Risto Mätas             | Estland             | 72,93      | 77,72      | 81,56      | 81,56     |
| 08    | Johannes Vetter         | Deutschland         | 79,40      | 79,48      | 80,86      | 80,86     |
| 09    | Tanel Laanmäe           | Estland             | 76,79      | 73,90      | 80,65      | 80,65     |
| 10    | Júlio César de Oliveira | Brasilien           | 79,81      | 78,36      | 79,51      | 79,81     |
| 11    | Zhao Qinggang           | Volksrepublik China | x          | 79,47      | 75,77      | 79,47 SB  |
| 12    | Rolands Štrobinders     | Lettland            | 79,11      | 76,88      | x          | 79,11     |
| 13    | Marcin Krukowski        | Polen               | 78,91      | 77,11      | 78,91      | 78,91     |
| 14    | Huang Shih-feng         | Chinesisch Taipeh   | x          | 75,72      | x          | 75,72     |
| 15    | Sean Furey              | USA                 | x          | 72,64      | 75,01      | 75,01     |
| 16    | Petr Frydrych           | Tschechien          | 73,77      | 74,24      | x          | 74,24     |
| 17    | Waleri Iordan           | Russland            | 73,22      | x          | 73,43      | 73,43     |

In Qualifikationsgruppe B ausgeschiedene Speerwerfer:

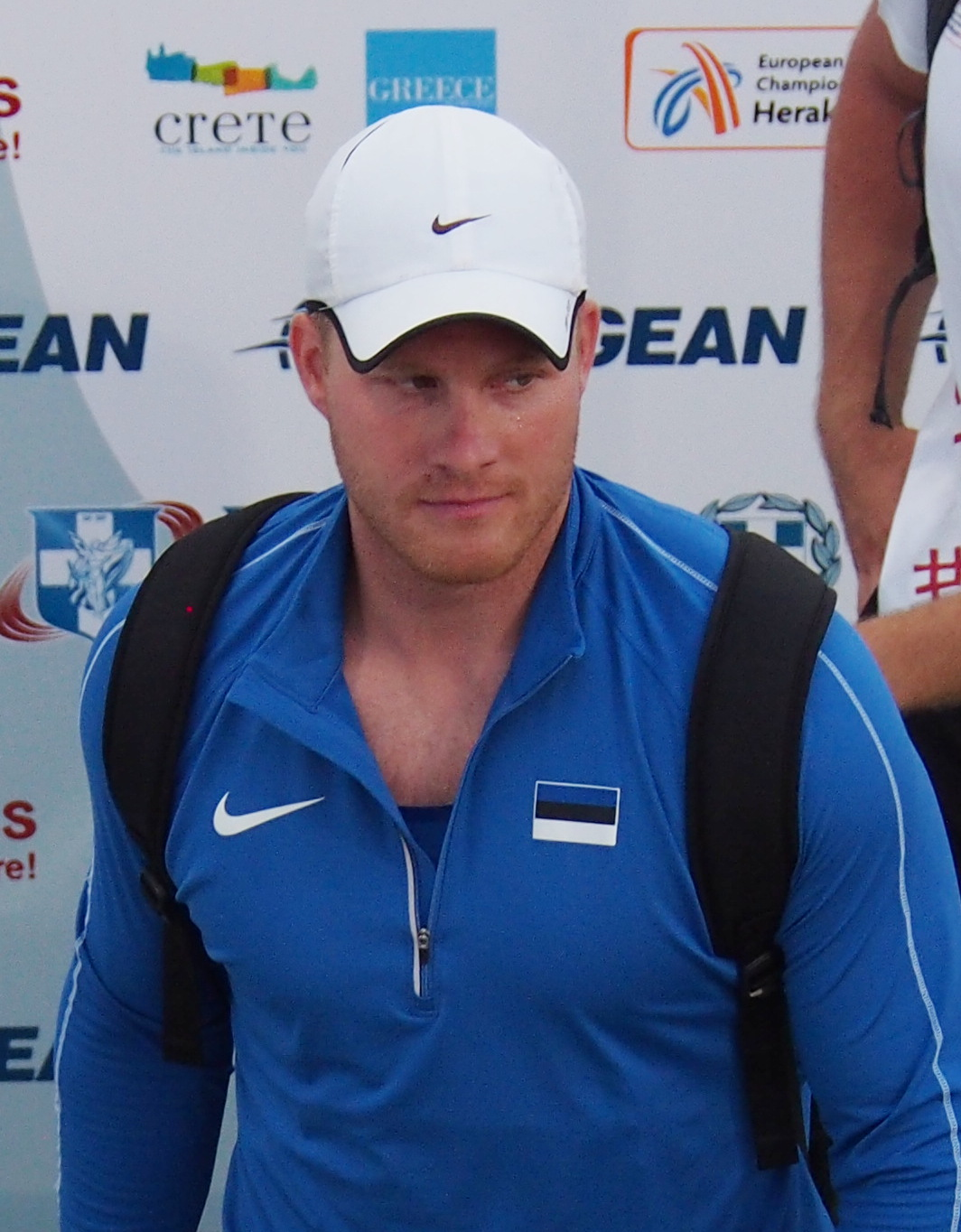
80,65 m waren für Tanel Laanmäe zu wenig, um im Finale dabei zu sein
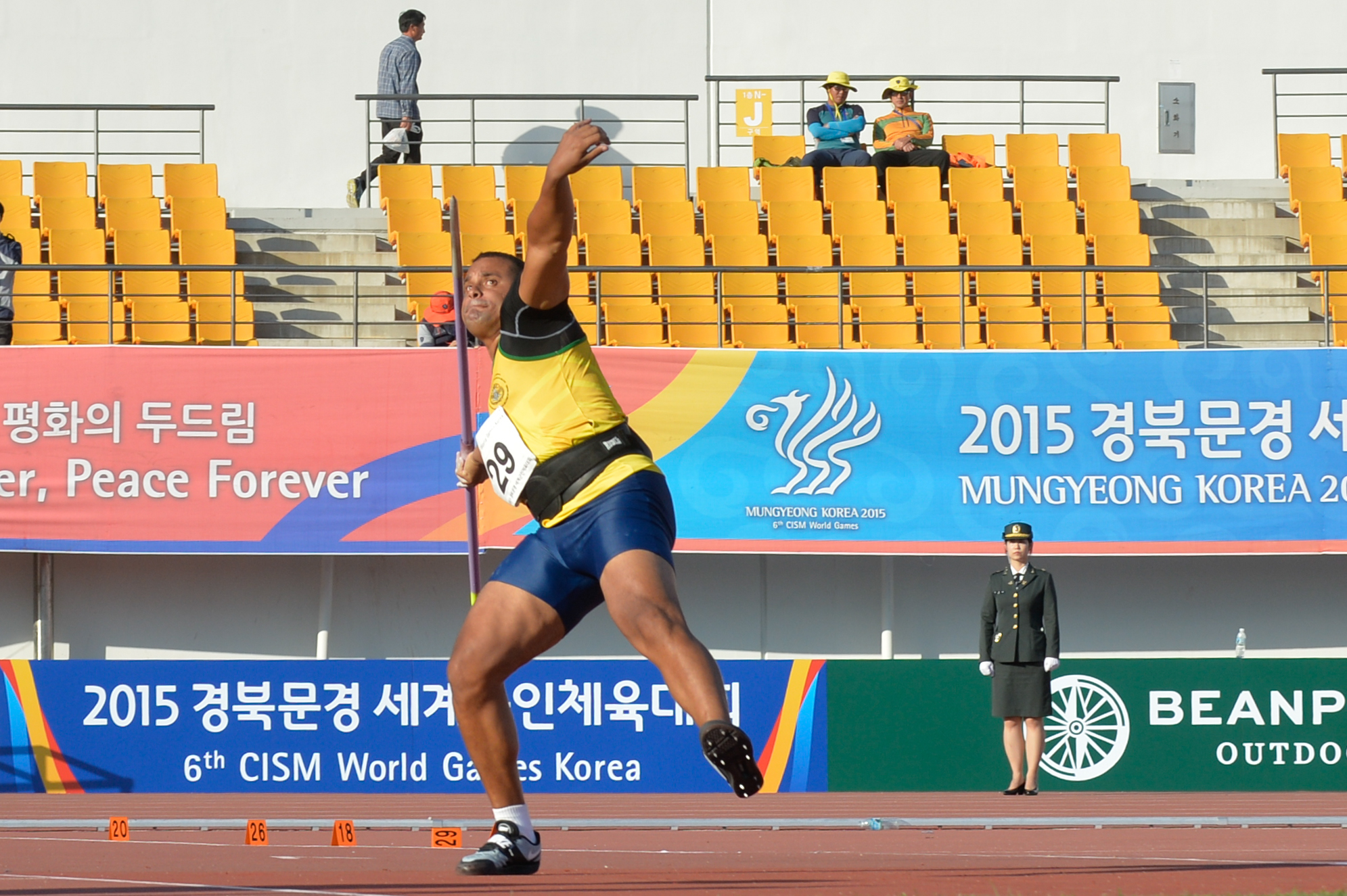
Júlio César de Oliveira warf den Speer in der Qualifikation auf 79,81 m und schied damit aus
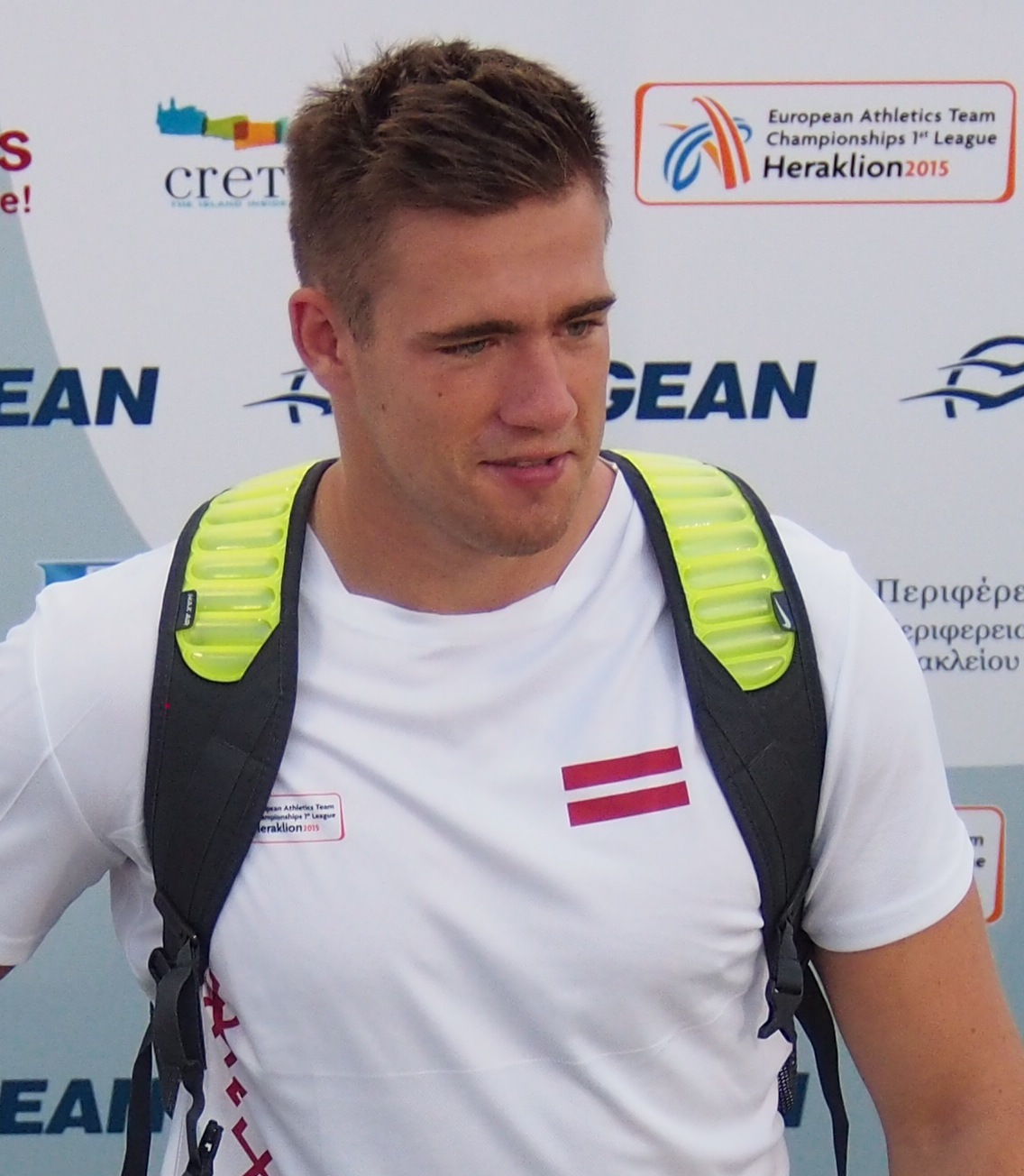
Rolands Štrobinders erreichte mit seinen 79,11 m nicht das Finale
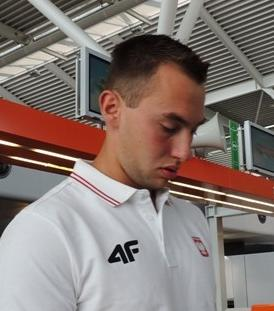
Marcin Krukowski kam mit seinen 78,91 m nicht über die Qualifikation hinaus
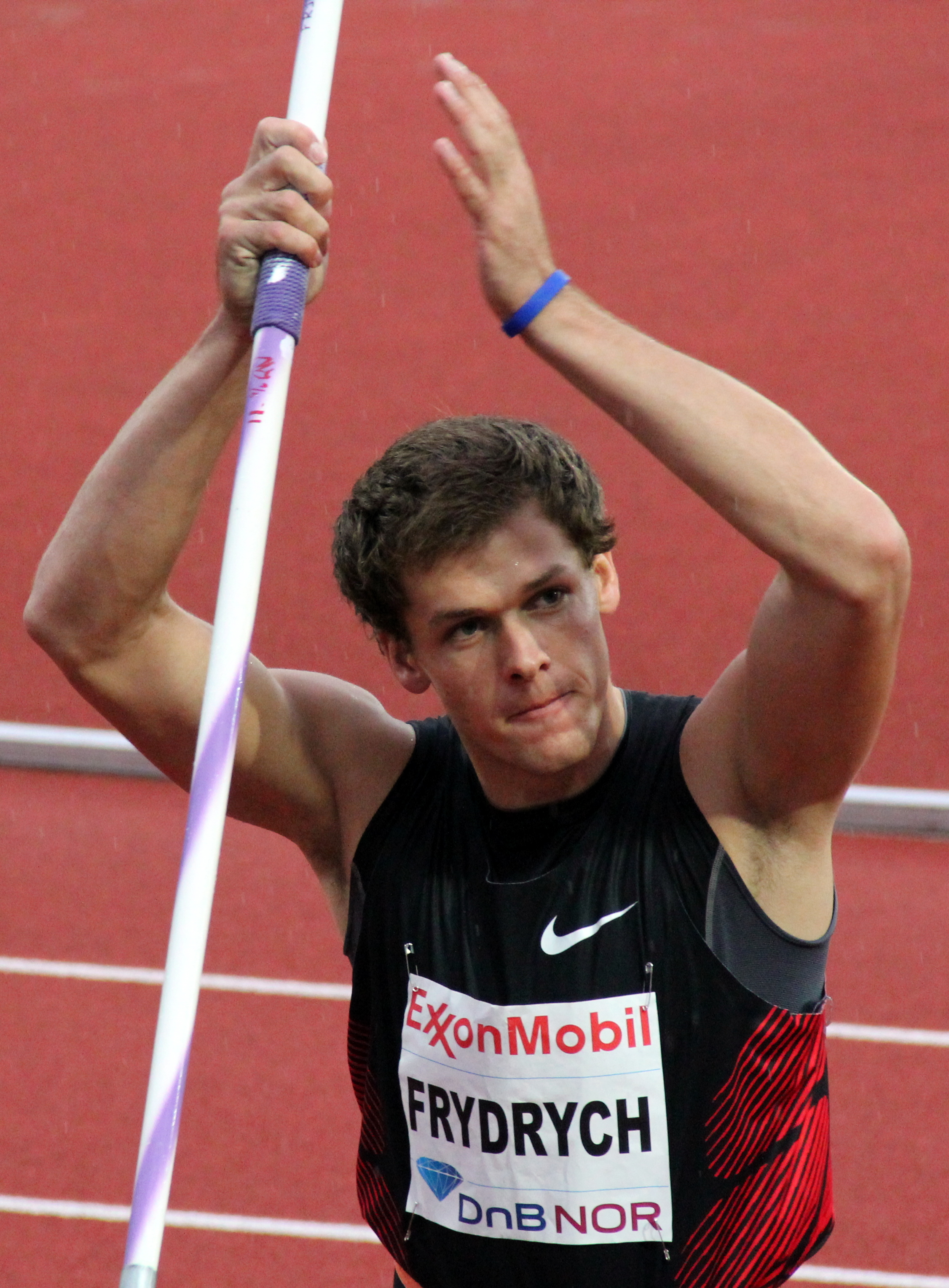
74,24 m waren für Petr Frydrych zu wenig, um im Finale dabei zu sein

## Finale
26. August 2015, 19:05 Uhr (13:05 Uhr MESZ)
Zum Kreis der Speerwurffavoriten gehörten in erster Linie der Tscheche Vítězslav Veselý – Weltmeister von 2013, Olympiadritter von 2012, Europameister von 2012 und Vizeeuropameister von 2014, Olympiasieger Keshorn Walcott aus Trinidad und Tobago, der Finne Antti Ruuskanen – Olympiazweiter von 2012, Europameister von 2014 und WM-Fünfter von 2013 – sowie Ruuskanens Landsmann Tero Pitkämäki, Vizeweltmeister von 2013, Olympiadritter von 2008, Olympiavierter von 2012 und EM-Dritter von 2014. Olympiasieger Walcott war allerdings bereits in der Vorrunde ausgeschieden und konnte in den Titelkampf nicht mit eingreifen. In der Qualifikation lagen die besten Werfer eng zusammen und es waren dort ganz vorne auch andere Namen zu finden wie zum Beispiel der Deutsche Andreas Hofmann, der Japaner Ryohei Arai und der Kenianer Julius Yego, die nun zum erweiterten Favoritenkreis hinzuzurechnen waren.
In Runde eins setzte sich mit einem Wurf auf 86,68 m der Deutsche Thomas Röhler an die Spitze. Doch die großen Weiten sollten nach und nach erst in den nächsten Durchgängen kommen. Mit seinem zweiten Wurf überraschte der Ägypter Ihab Abdelrahman. Sein Speer flog auf 88,99 m, womit er Röhler an der Spitze ablöste. Der Deutsche blieb Zweiter. Im dritten Durchgang trumpfte Yego mit einer Weite von 92,72 m auf, womit er den Meisterschaftsrekord des Tschechen Jan Železný nur um acht Zentimeter verfehlte. Röhler verbesserte sich auf 86,77 m, musste aber Ruuskanen vorbeiziehen lassen, dem 87,12 m gelangen. Fünfter war Pitkämäki mit 85,08 m. Außerdem erreichten die beiden Deutschen Hofmann und Johannes Vetter sowie Veselý das Finale der besten Acht.
Dort steigerte Pitkämäki sein Resultat auf 87,64 m und lag damit auf dem Bronzerang. Auch Röhler verbesserte sich mit 87,18 m weiter, womit er Platz vier zurückeroberte. Die fünfte Versuchsreihe brachte keine Veränderungen. Der führende Yego hatte auf seine Würfe vier und fünf verzichtet. Auch im letzten Durchgang gab es keine großen Verschiebungen mehr. Röhler steigerte sich noch einmal auf 87,41 m, blieb aber Vierter, ihm fehlten 23 Zentimeter zur Bronzemedaille. Hofmann gelangen 86,01 m, womit er von Rang acht an Veselý und Vetter vorbei auf Platz sechs vorrückte.
Weltmeister wurde Julius Yego vor Ihab Abdelrahman, der mit seinem einzigen gültigen Wurf Rang zwei belegte. Tero Pitkämäki gewann die Bronzemedaille vor Thomas Röhler. Antti Ruuskanen kam auf den fünften Platz vor Andreas Hofmann, Johannes Vetter und Vítězslav Veselý.
| Platz | Athlet           | Land        | 1. Versuch | 2. Versuch | 3. Versuch | 4. Versuch                             | 5. Versuch                             | 6. Versuch                             | Weite (m) |
| ----- | ---------------- | ----------- | ---------- | ---------- | ---------- | -------------------------------------- | -------------------------------------- | -------------------------------------- | --------- |
|       | Julius Yego      | Kenia       | x          | 82,42      | 92,72      | –                                      | –                                      | x                                      | 92,72 WL  |
|       | Ihab Abdelrahman | Ägypten     | x          | 88,99      | x          | x                                      | x                                      | x                                      | 88,99 SB  |
|       | Tero Pitkämäki   | Finnland    | 83,45      | 85,03      | 85,08      | 87,64                                  | 84,49                                  | 87,34                                  | 87,64     |
| 04    | Thomas Röhler    | Deutschland | 86,68      | 86,03      | 86,77      | 87,18                                  | 84,00                                  | 87,41                                  | 87,41     |
| 05    | Antti Ruuskanen  | Finnland    | 76,24      | 81,29      | 87,12      | 80,63                                  | 84,30                                  | x                                      | 87,12     |
| 06    | Andreas Hofmann  | Deutschland | 78,38      | 77,33      | 84,85      | 82,43                                  | x                                      | 86,01                                  | 86,01     |
| 07    | Johannes Vetter  | Deutschland | 83,79      | 81,98      | 80,28      | x                                      | 79,43                                  | x                                      | 83,79     |
| 08    | Vítězslav Veselý | Tschechien  | 78,38      | x          | 83,13      | 81,45                                  | 82,98                                  | x                                      | 83,13     |
| 09    | Ryōhei Arai      | Japan       | 80,81      | 83,07      | x          | nicht im Finale der besten acht Werfer | nicht im Finale der besten acht Werfer | nicht im Finale der besten acht Werfer | 83,07     |
| 10    | Braian Toledo    | Argentinien | 78,27      | 78,30      | 80,27      | nicht im Finale der besten acht Werfer | nicht im Finale der besten acht Werfer | nicht im Finale der besten acht Werfer | 80,27     |
| 11    | Kim Amb          | Schweden    | 77,38      | 75,77      | 78,51      | nicht im Finale der besten acht Werfer | nicht im Finale der besten acht Werfer | nicht im Finale der besten acht Werfer | 78,51     |
| 12    | Risto Mätas      | Estland     | 75,79      | 70,10      | 76,79      | nicht im Finale der besten acht Werfer | nicht im Finale der besten acht Werfer | nicht im Finale der besten acht Werfer | 76,79     |

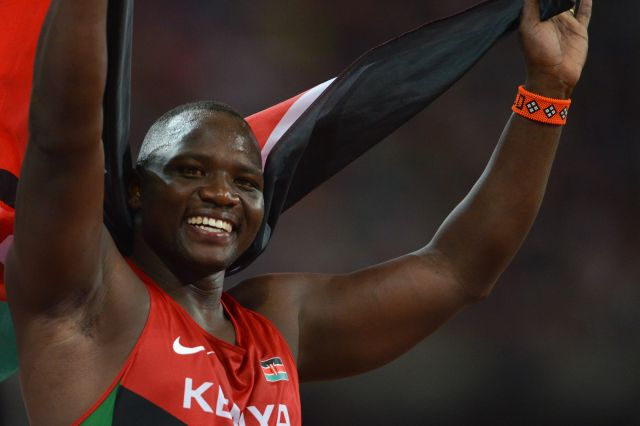
Weltmeister Julius Yego
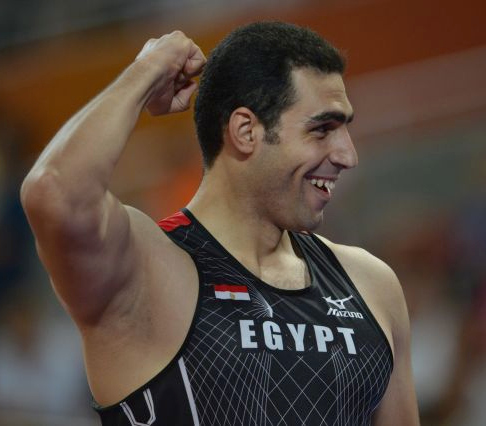
Der Überraschungszweite Ihab Abdelrahman
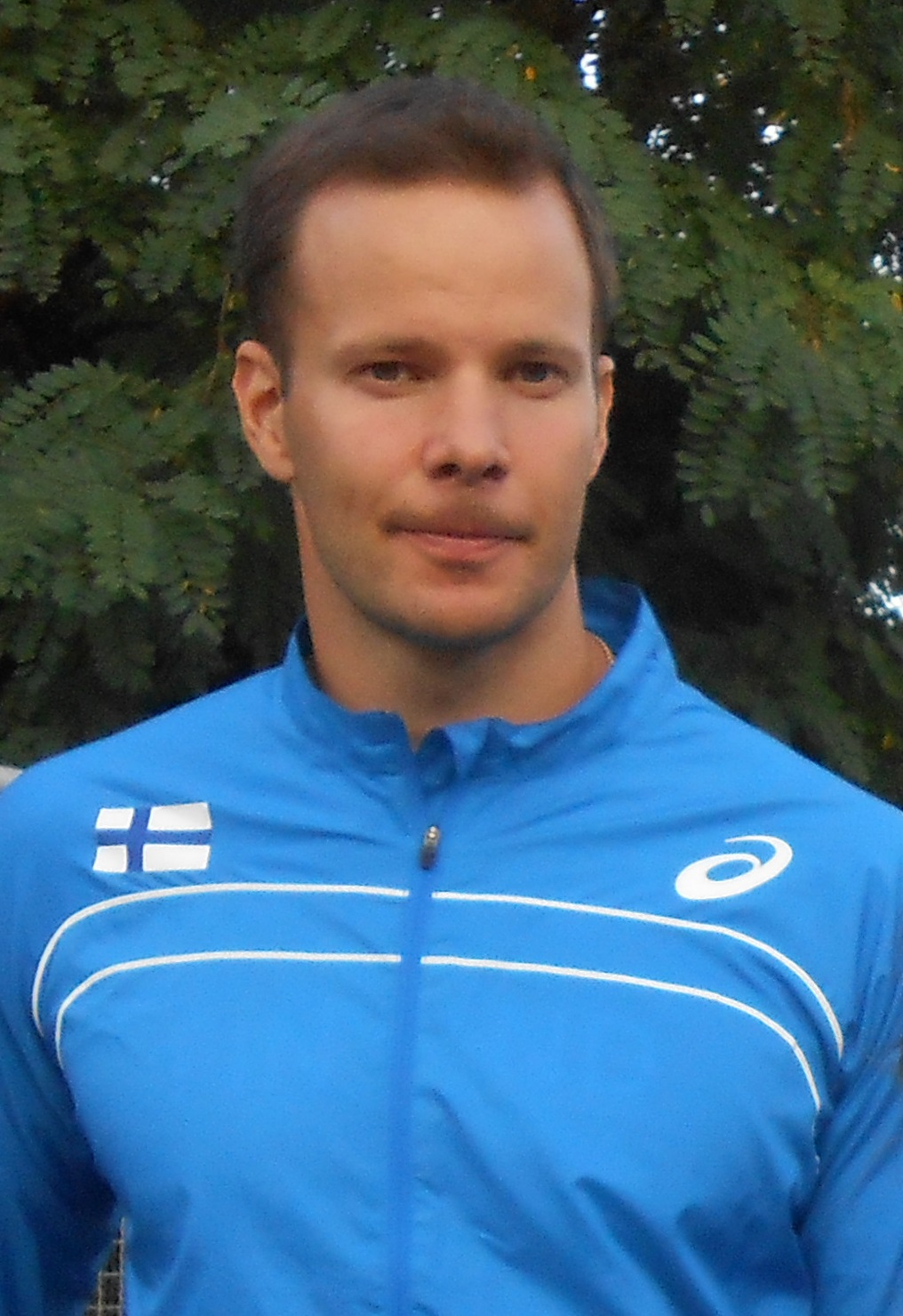
Bronzemedaillengewinner Tero Pitkämäki
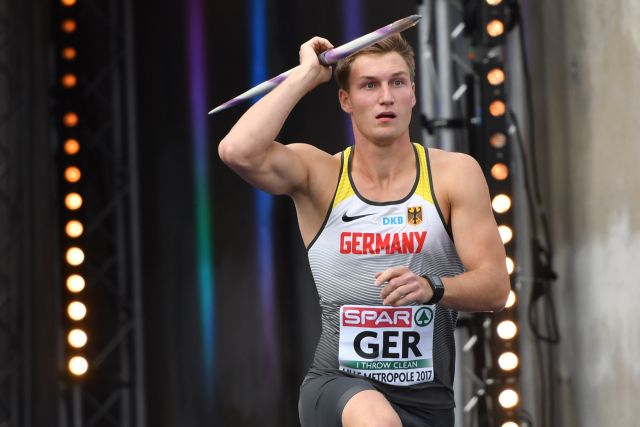
Thomas Röhler belegte im Finale Rang vier
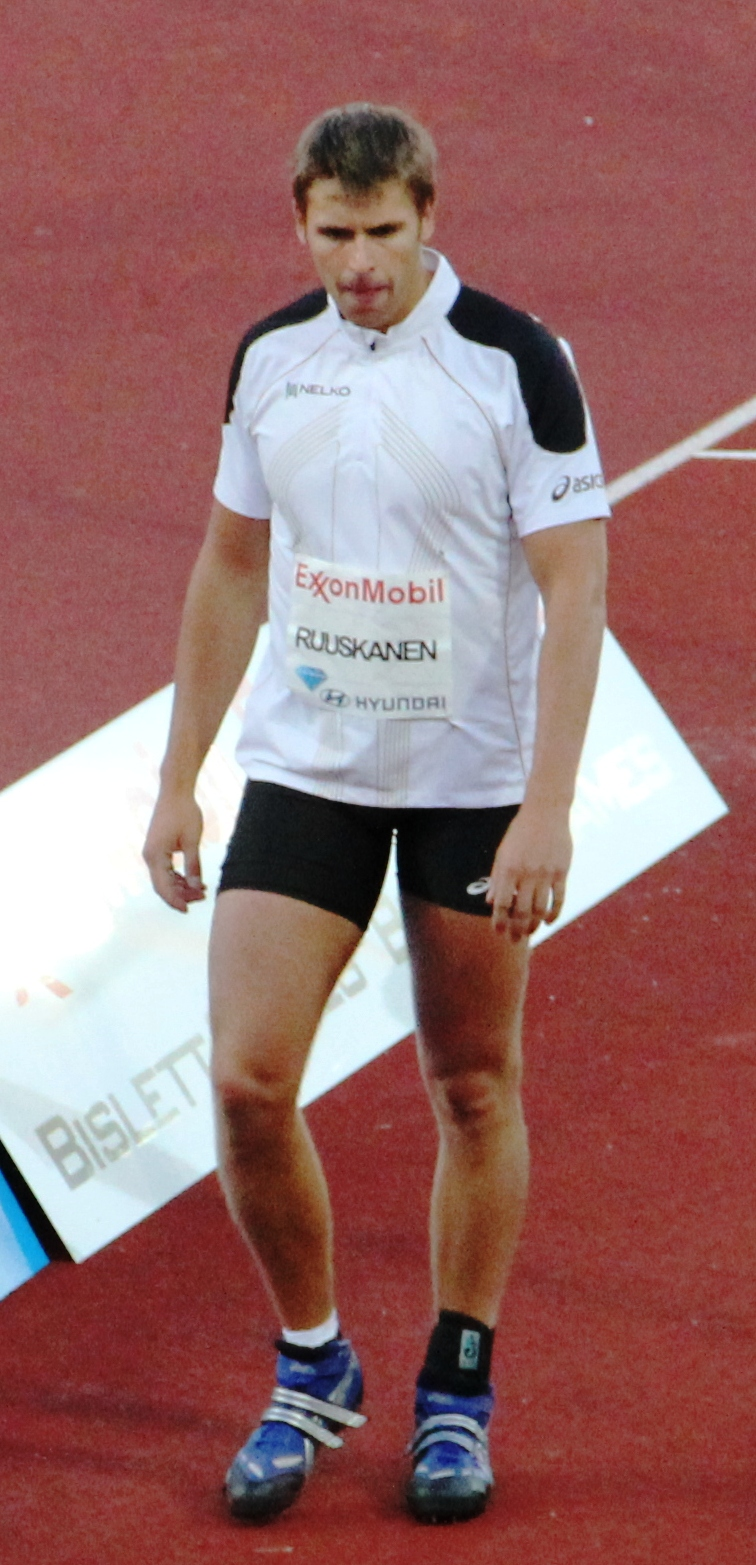
Antti Ruuskanen kam auf den fünften Platz
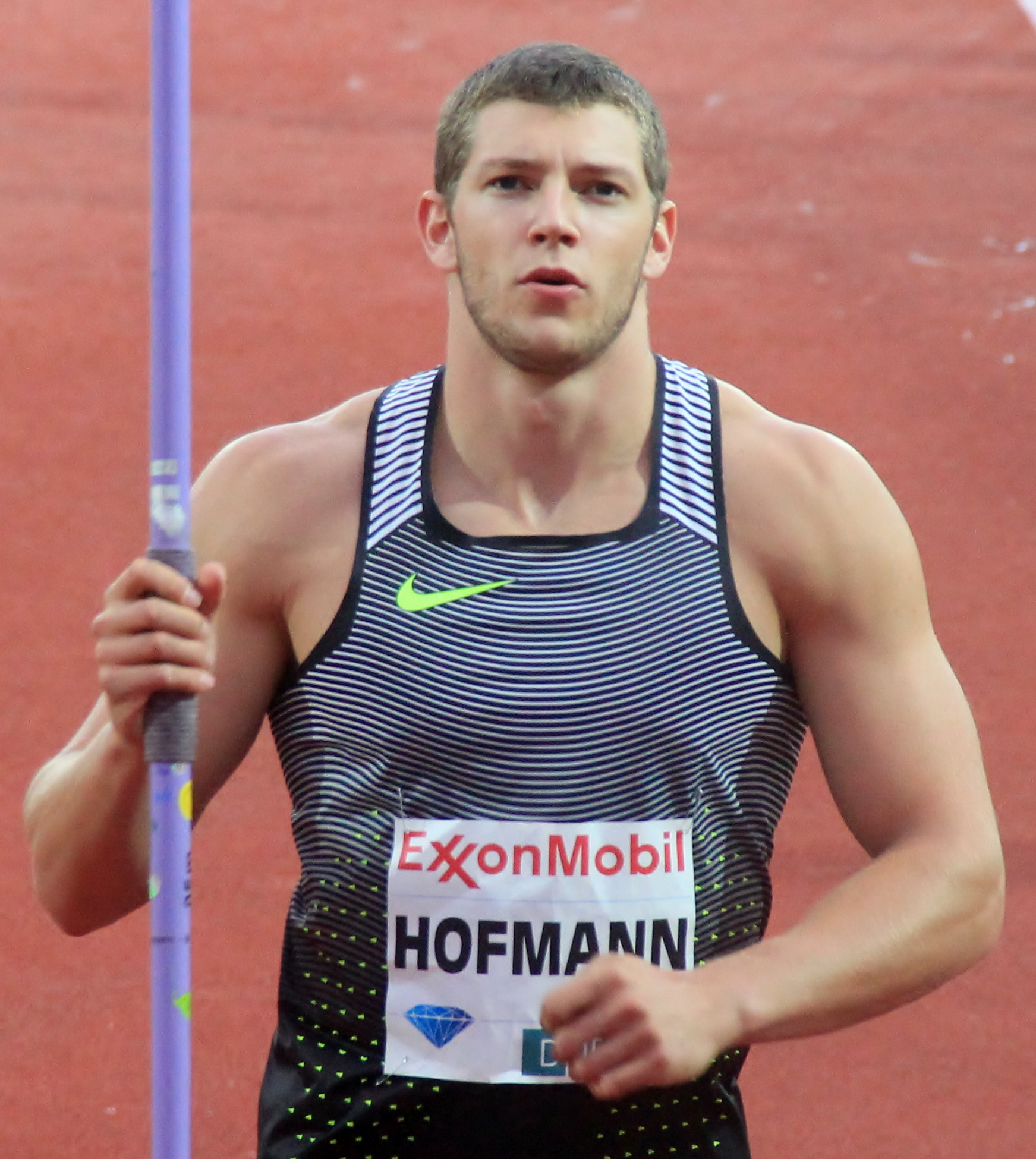
Rang sechs für Andreas Hofmann
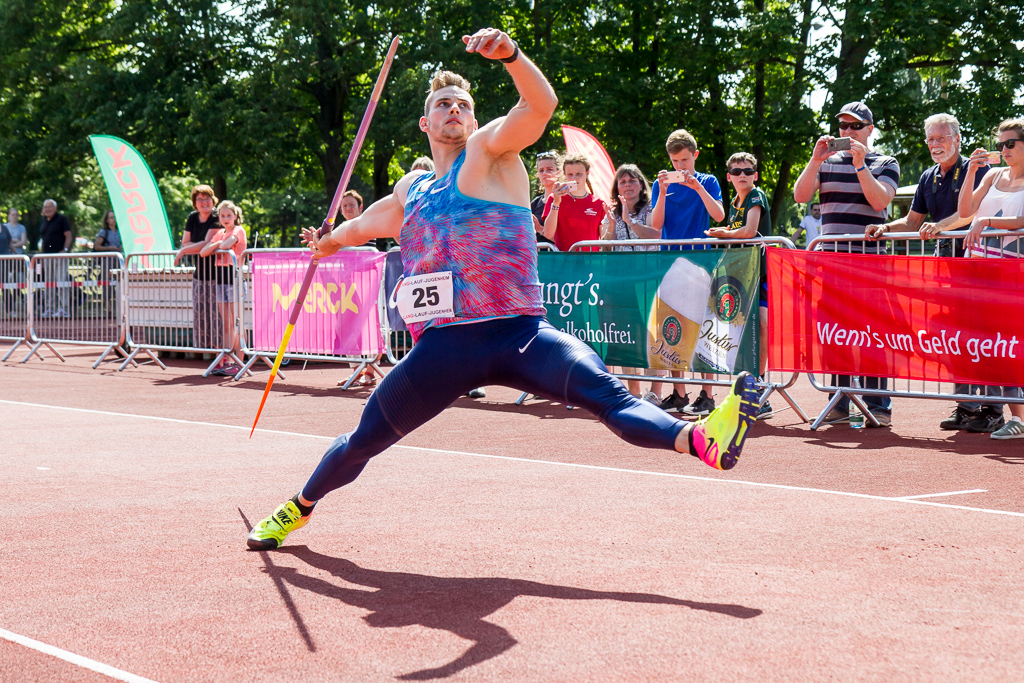
Der dritte Deutsche in diesem Finale Johannes Vetter wurde Siebter
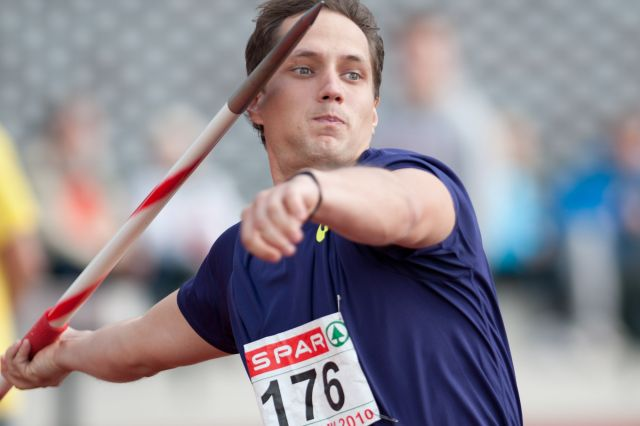
Titelverteidiger Vítězslav Veselý musste diesmal mir Rang acht zufrieden sein
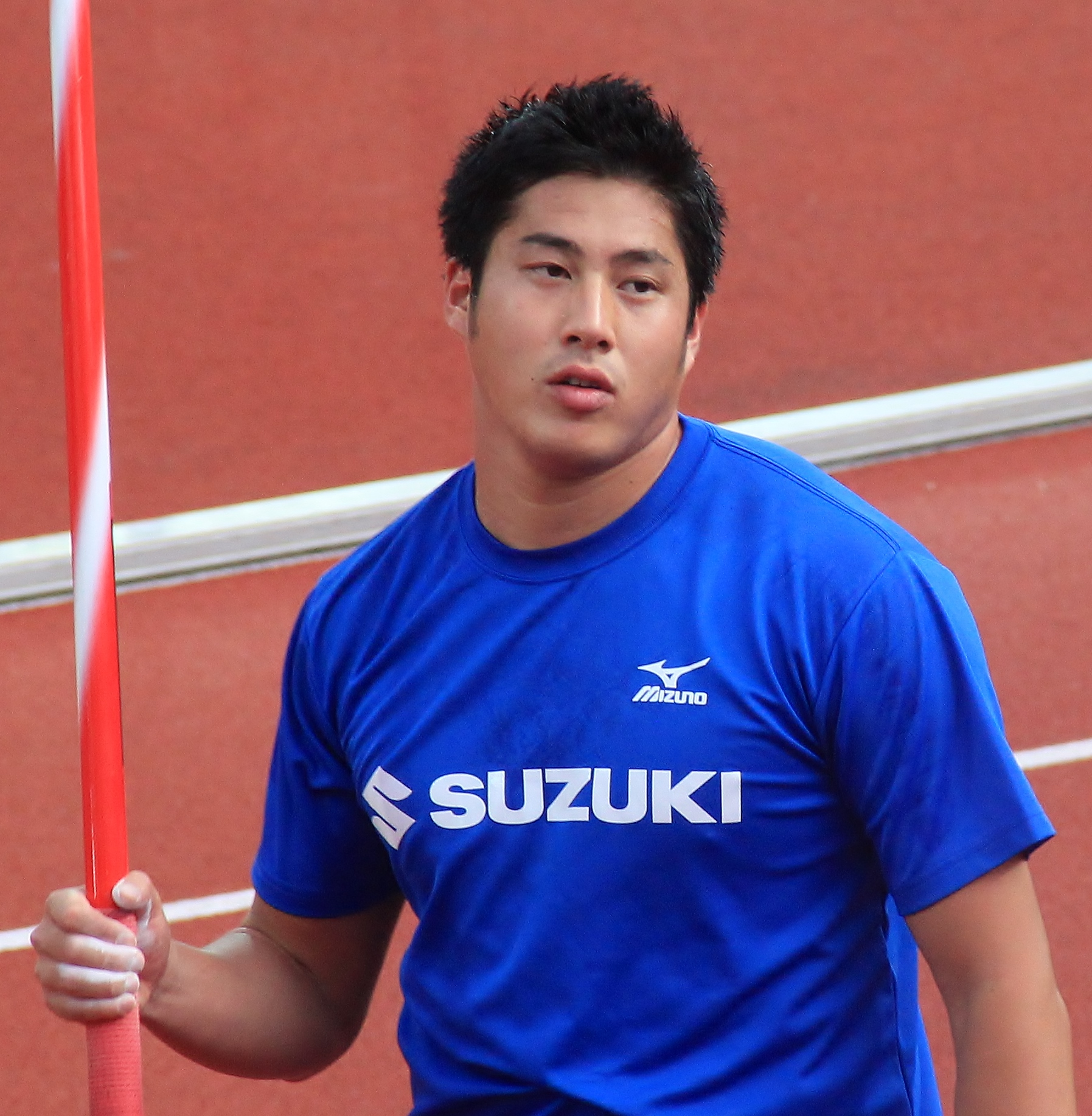
Ryohei Arai erreichte den neunten Platz
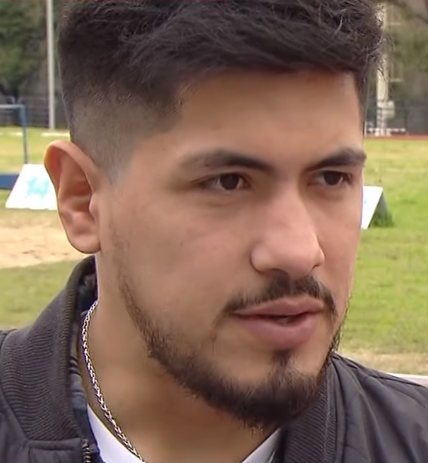
Braian Toledo – Rang zehn
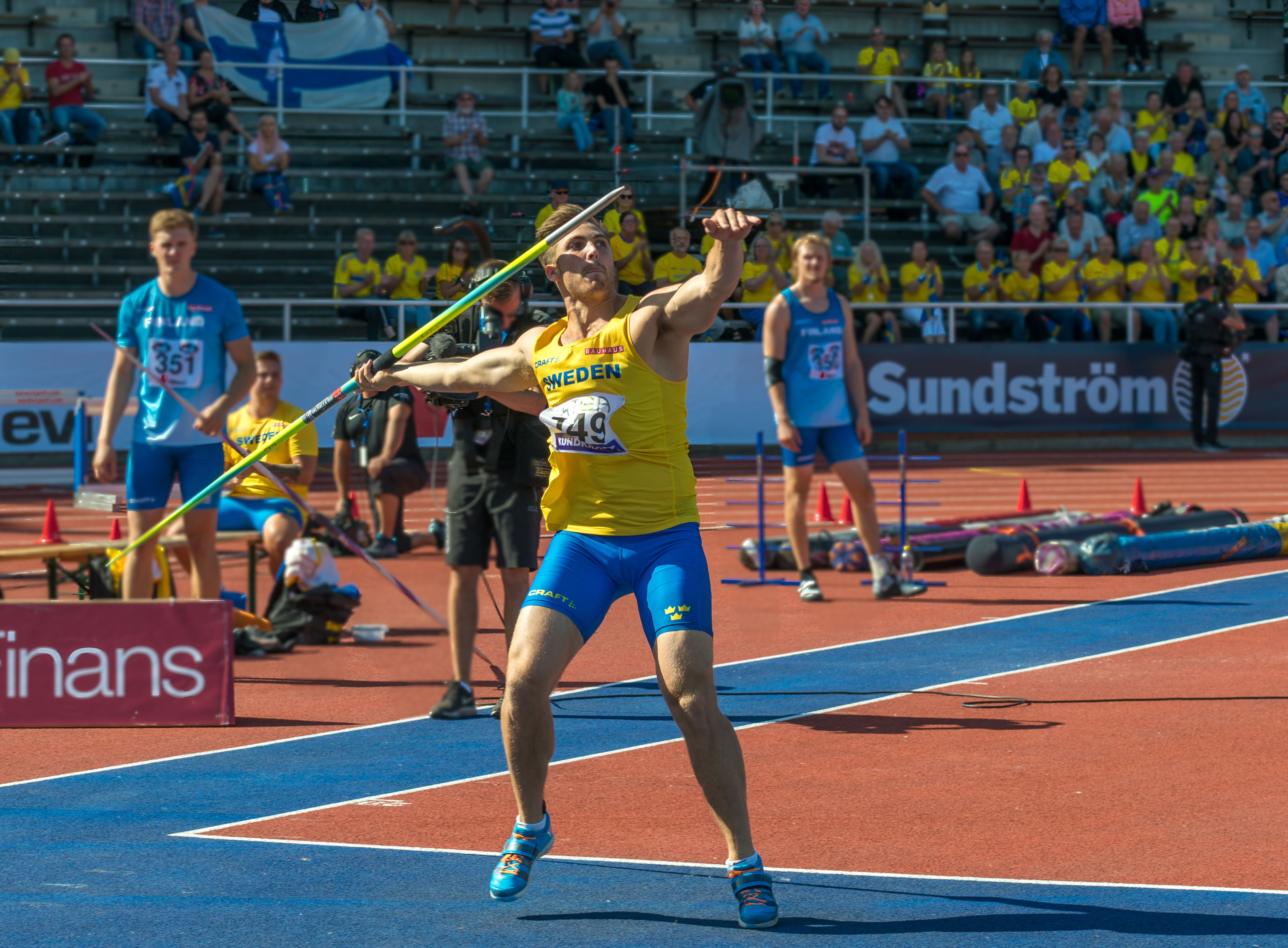
Kim Amb erreichte Platz elf
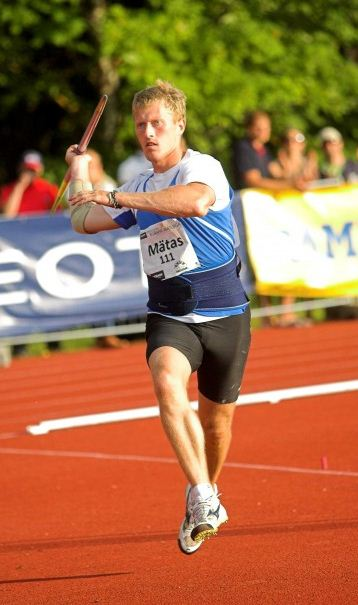
Risto Mätas erreichte das Finale und wurde dort Zwölfter

## Video
- IAAF World championships 2015 Beijing - Javelin, full competition, youtube.com, abgerufen am 16. Februar 2021